# Alex Rădulescu
Alexander „Alex“ Rădulescu (* 7. Dezember 1974 in Bukarest, Rumänien) ist ein ehemaliger deutscher Tennisspieler und derzeitiger -trainer.

## Karriere
Rădulescu begann als Siebenjähriger mit dem Tennissport. Er kam im Alter von 14 Jahren nach Deutschland und nahm 1993 die deutsche Staatsangehörigkeit an. Er spielte für den Rochusclub Düsseldorf und trainierte bei Klaus Hofsäss. In den 1990er Jahren gehörte er zu den besten deutschen Tennisspielern und war für seinen starken Aufschlag bekannt, der durch seine Körperlänge von 1,88 m begünstigt wurde. Als Juniorenspieler erreichte er 1993 das Junioren-Finale der French Open im Doppel zusammen mit Jewgeni Kafelnikow und konnte sich im selben Jahr auch den deutschen Meistertitel im Doppel sichern.
1996 hatte er seinen größten internationalen Erfolg, als er bei seiner ersten Grand-Slam-Turnier-Teilnahme überraschend ins Viertelfinale von Wimbledon vordringen konnte. Dabei besiegte er Arnaud Boetsch, Stefano Pescosolido und David Wheaton jeweils in fünf Sätzen, bevor er am späteren Finalisten MaliVai Washington in ebenfalls fünf Sätzen scheiterte. Im fünften Satz überstimmte Rădulescu beim Stand von 4:4 eine Schiedsrichterentscheidung zu seinen Ungunsten; er verlor den Satz mit 4:6 und damit die Partie. Für sein Verhalten erhielt er die Fairplay-Plakette der Deutschen Olympischen Gesellschaft. Sein Trainer war zu der Zeit Ulf Fischer.
Seine höchste Platzierung in der Weltrangliste war Platz 51 im März 1997. In diesem Jahr gelang ihm in Chennai auch die einzige Finalteilnahme bei einem ATP-Turnier, dort verlor er gegen den Schweden Mikael Tillström. Im selben Jahr erreichte er bei den US Open die dritte Runde, wo er gegen Pete Sampras verlor. Sein bestes Doppelergebnis hatte er ebenfalls 1997, als er zusammen mit Nicolas Kiefer in Singapur erst im Halbfinale scheiterte.
Rădulescu lebt und arbeitet heute als Tennistrainer in München.

## Erfolge
| Legende (Anzahl der Siege)    |
| Grand Slam Cup                |
| ATP Masters Series            |
| ATP International Series Gold |
| ATP International Series      |
| ATP Challenger Tour (5)       |

### Einzel

#### Turniersiege
| Nr. | Datum             | Turnier   | Belag         | Finalgegner     | Ergebnis      |
| --- | ----------------- | --------- | ------------- | --------------- | ------------- |
| 1.  | 26. November 1995 | Andorra   | Hartplatz (i) | Kenneth Carlsen | 4:6, 6:3, 7:6 |
| 2.  | 3. Dezember 1995  | Velenje   | Teppich (i)   | Oleg Ogorodov   | 7:6, 6:7, 6:3 |
| 3.  | 9. Juni 1996      | Annenheim | Rasen         | David Wheaton   | 6:4, 6:2      |

#### Finalteilnahmen
| Nr. | Datum          | Turnier | Belag     | Finalgegner      | Ergebnis      |
| --- | -------------- | ------- | --------- | ---------------- | ------------- |
| 1.  | 13. April 1997 | Chennai | Hartplatz | Mikael Tillström | 4:6, 6:4, 5:7 |

### Doppel

#### Turniersiege
| Nr. | Datum         | Turnier | Belag | Partner        | Finalgegner                   | Ergebnis |
| --- | ------------- | ------- | ----- | -------------- | ----------------------------- | -------- |
| 1.  | 10. Juli 1994 | Bristol | Rasen | Pietro Pennisi | Massimo Bertolini Dick Norman | 6:4, 7:5 |
| 2.  | 31. Juli 1994 | Prag    | Sand  | Andrei Pavel   | Eyal Ran Glenn Wilson         | 6:4, 6:2 |